# Mbini
Mbini é uma cidade da província da Guiné Equatorial de Litoral.
Está localizada geograficamente nas coordenadas 1º 35' norte e 9º 37' leste, na foz do Rio Mbini, no centro da costa do território de Rio Muni.
Possui uma população de 11 600 habitantes (estimativa 2003). A cidade está ligada por via férrea com Bolondo.